# Fan Zhengyi
Fan Zhengyi (范正一S, Fàn zhèng yīP; Harbin, 27 gennaio 2001) è un giocatore di snooker cinese.

## Carriera
Nel 2017, Fan Zhengyi viene sconfitto in finale nel Campionato asiatico Under-21, da Yuan Sijun, ma sempre nello stesso anno, diventa campione del mondo Under-21, battendo Luo Honghao per 7-6. Precedentemente, a marzo, aveva fatto il suo esordio nel Main Tour al China Open, accedendo subito al tabellone principale, grazie al forfait di Robbie Williams, che avrebbe dovuto sfidare nel turno delle wildcard. Il cammino di Fan viene tuttavia interrotto subito al primo turno, per via della sconfitta ricevuta da Martin Gould. All'inizio della stagione 2018-2019, a 17 anni, diventa professionista. Riesce a qualificarsi per l'International Championship, battendo il connazionale Lyu Haotian per 6-5, prima di uscire al primo turno contro Xiao Guodong. Nella stagione 2019-2020, raggiunge i sedicesimi all'English Open, dove viene eliminato da Shaun Murphy per 4-0. Al primo turno dello UK Championship batte Zhou Yuelong per 6-4, ma viene a sua volta sconfitto da Mark Davis con lo stesso risultato.

## Ranking[9]
| Stagione  | Ranking iniziale | Ranking finale   |
| --------- | ---------------- | ---------------- |
| 2018-2019 | Non classificato | 123              |
| 2019-2020 | 92               | 96               |
| 2020-2021 | Non classificato | Non classificato |
| 2021-2022 | 85               |                  |

## Tornei vinti

### Titoli Ranking: 1
| Titoli Ranking   | Titoli Ranking | Titoli Ranking    | Titoli Ranking |
| ---------------- | -------------- | ----------------- | -------------- |
| Competizione     | Anno           | Avversario        | Note           |
| European Masters | 2022           | Ronnie O'Sullivan | [ 10 ]         |